# 张行简
张行简（1156年—1215年），字敬甫，山东日照人，金朝数学家，天文学家。

## 生平
金大定十九年（1179年）进士，任翰林文字，升礼部侍郎，主掌金代天文台。
承安六年迁侍讲学士，仍掌管天文台。金泰和六年（1206年）奉召为礼部尚书兼侍讲，同修国史。

## 贡献
张行简著作包括《礼例纂》一百二十卷，和记述关于天文台的《清台》。张行简还制作一台莲花漏计时器。